# Bertolf de Trèves
Bertolf de Trèves (Bertulf ou Barthold) (mort en 883) fut archevêque de Trèves de 869 à 883, date de son décès.

## Biographie
Après l'excommunication et la destitution de l'archevêque de Trèves Theutgaud († 868) par le pape Nicolas Ier en octobre 863 à Rome, puis sa mort à Rome en 868, Charles le Chauve réussit en 869 à faire nommer son candidat, Bertolf, comme successeur de Theutgaud et à le faire confirmer par le pape. Bertolf  avait auparavant été abbé de Mettlach. Son élection mit fin à la longue période de siège épiscopal vacant, ou "sede vacante", à Trèves.
Bertolf est parfois considéré comme le neveu de l'évêque Adventius de Metz, qui aurait donc été le frère de sa mère. Adventius couronna Charles le Chauve roi de Lotharingie occidentale en la cathédrale de Metz en 869 et fut l'un de ses plus importants conseillers. Charles attribua également au nouvel archevêque le domaine royal de Merzig.
L'élection de Bertolf fut perçu comme une provocation pour Louis le Germanique, qui présenta alors son propre candidat : Valdo, frère de Bertolf, abbé de l'Abbaye Saint-Maximin de Trèves. Huit ans auparavant, il avait été reconnu coupable de déloyauté lors de la Diète impériale de Ratisbonne, avec ses frères Udo et Bérenger et leur oncle Ernest, et, comme eux, déchu de leurs fonctions et titres. Sa candidature, pour cette raison, échoua face à l'opposition des autres archevêques.
Le 26 septembre 870, Bertolf participa à un synode à Cologne avec les autres métropolites rhénans, Liutbert et Willibert, et consacra la cathédrale de Cologne.
Le 11 avril 882, il participa avec Wala, évêque de Metz,  et Adalhard, comte de Metz, à la bataille de Remich, parvenant, malgré la défaite, à arrêter la progression des Vikings sur la Moselle.

## Sources
- Johann Leonardy: Geschichte des Trierischen Landes und Volkes, Trèves 1870 (p. 876).
- Notice biographique sur Saarland-biografien.de